# Кокцеї (рід)
Кокцеї — плебейский рід періоду пізньої Республіки та принципату. Мав етруське походження. Його представники були багато разів консулами, 1 раз — імператором. Когномен Кокцеєв — Нерва.

## Найвідоміші Кокцеї
- Гай Кокцей Бальба, консул-суффект 39 року до н. е.
- Луцій Кокцей Нерва, правник та політик, посередник між Октавіаном та Марком Антонієм у 40 та 37 роках до н. е.
- Марк Кокцей Нерва, консул-суффект 22 року, відомий правник, друг імператора Тіберія.
- Марк Кокцей Нерва, консул-суффект 40 року, батько імператора Нерви
- Марк Кокцей Нерва, римський імператор з 96 до 98 року.
- Луцій Кокцей Северіан, проконсул Африки з 161 до 163 року.
- Сект Кокцей Вібіан, сенатор 204 року.
- Секст Кокцей Аніцій Фавст, проконсул Африки з 260 до 268 року.